# كريستير داهل
كريستير داهل (بالسويدية: Christer Dahl)‏ هو كاتب سيناريو ومخرج سويدي، ولد في 30 ديسمبر 1940.

## وصلات خارجية
- كريستير داهل على موقع IMDb (الإنجليزية)
- كريستير داهل على موقع قاعدة بيانات الأفلام السويدية (السويدية)
- كريستير داهل على موقع قاعدة بيانات الفيلم (الإنجليزية)
- كريستير داهل على موقع كينوبويسك (الروسية)